# Fraga Alta
Fraga Alta (en gallego y oficialmente, A Fraga Alta) es una aldea española situada en la parroquia de Castañeda, del municipio de Arzúa, en la provincia de La Coruña, Galicia.

## Demografía
| Gráfica de evolución demográfica de Fraga Alta entre 2000 y 2018 |
|                                                                  |
| Datos según el nomenclátor publicado por el INE.                 |